# Mawouna Amevor
Mawouna Amevor (Rotterdam, 16 december 1991) is een Togolees-Nederlands voetballer die bij voorkeur  als centrale verdediger speelt. Hij verruilde FC Eindhoven in de zomer van 2024 voor FC Volendam. Amevor debuteerde in 2014 als international voor het Togolees voetbalelftal. 

## Clubcarrière

### Jeugd
Amevor begon met voetballen bij A.S.V. D.W.V.. Op zijn achtste verhuisde hij naar Rotterdam en ging hij spelen bij EDS. Na een mislukte stage bij Sparta Rotterdam ging Amevor verder bij RKSV Leonidas. Na drie jaar ging hij spelen bij de amateurs van SC Feyenoord. Hier werd hij gescout door FC Dordrecht.

### FC Dordrecht
Amevor speelde twee seizoenen in de A1, waarna hij op 21 november 2010 zijn debuut mocht maken in de selectie van Dordrecht. Hij speelde in totaal drie seizoenen in het eerste elftal kwam daarin tot 71 wedstrijden, waarin hij vier doelpunten maakte. 

### Go Ahead Eagles
In de zomer van 2013 verkaste Amevor naar Go Ahead Eagles. Aldaar speelde hij in het seizoen 2013/14 22 competitieduels en twee bekerwedstrijden. Op 19 oktober maakte Amevor in de Eredivisie tegen Feyenoord (2–2 gelijkspel) zijn eerste doelpunt voor Go Ahead, nadat Stefan de Vrij de club uit Rotterdam op voorsprong had gezet.

### Notts County
Nadat Amevor in 2015 met Go Ahead Eagles degradeerde uit de Eredivisie, verliet hij de club. Hij tekende in juli 2015 een contract tot medio 2017 bij Notts County, dat net was gedegradeerd naar de League Two. Bij de Engelse club werd hij geen basisspeler. Amevor tekende daarop in juli 2016 een contract tot medio 2017 bij FC Dordrecht.

### Afrika en Azië
Medio 2018 ging hij naar Chabab Rif Al Hoceima in Marokko. Hij verliet die club al snel en werd in november 2018 in Thailand door Chonburi FC gepresenteerd voor het seizoen 2019. Zonder voor de club te spelen, ging hij eind april naar Indonesië waar hij een contract tekende bij Persela Lamongan dat uitkomt in de Liga 1. Daar vertrok Amevor alweer in de zomer van 2019.  

### FC Eindhoven
Op 20 januari 2020 tekende Amevor een contract na een proefperiode bij FC Eindhoven en maakte een dag later zijn debuut tegen FC Utrecht in een duel om de KNVB beker. Amevor was jarenlang vaste waarde in het hart van de verdediging van FC Eindhoven en tevens aanvoerder. 

### FC Volendam
Op 21 juni 2024 tekende Amevor een contract voor twee jaar bij FC Volendam. Amevor speelde in de jaargang 2024/25 bijna alles mee en sloot het seizoen met FC Volendam af als kampioen van de Eerste divisie, waarmee promotie naar de Eredivisie een feit was.

## Carrièrestatistieken
| Seizoen                    | Club             | Competitie      | Competitie | Competitie | Beker | Beker | Overig | Overig | Totaal | Totaal |
| Seizoen                    | Club             | Competitie      | Wed.       | Dlp.       | Wed.  | Dlp.  | Wed.   | Dlp.   | Wed.   | Dlp.   |
| -------------------------- | ---------------- | --------------- | ---------- | ---------- | ----- | ----- | ------ | ------ | ------ | ------ |
| 2010/11                    | FC Dordrecht     | Eerste divisie  | 12         | 0          | 0     | 0     | –      | –      | 12     | 0      |
| 2011/12                    | FC Dordrecht     | Eerste divisie  | 29         | 2          | 2     | 0     | –      | –      | 31     | 2      |
| 2012/13                    | FC Dordrecht     | Eerste divisie  | 30         | 2          | 3     | 0     | 2      | 0      | 35     | 2      |
| 2013/14                    | Go Ahead Eagles  | Eredivisie      | 22         | 1          | 0     | 0     | –      | –      | 22     | 1      |
| 2014/15                    | Go Ahead Eagles  | Eredivisie      | 13         | 1          | 2     | 0     | 1      | 0      | 16     | 1      |
| 2015/16                    | Notts County     | League Two      | 11         | 1          | 1     | 0     | –      | –      | 12     | 1      |
| 2016/17                    | FC Dordrecht     | Eerste divisie  | 33         | 0          | 1     | 0     | –      | –      | 34     | 0      |
| 2017/18                    | FC Dordrecht     | Eerste divisie  | 23         | 0          | 1     | 0     | 3      | 0      | 27     | 0      |
| 2018/19                    | CR Al Hoceima    | Botola Pro      | 1          | 0          | 0     | 0     | –      | –      | 1      | 0      |
| 2019                       | Chonburi         | Thai League     | 0          | 0          | 0     | 0     | –      | –      | 0      | 0      |
| 2019                       | Persela Lamongan | Liga 2          | 12         | 0          | 0     | 0     | –      | –      | 12     | 0      |
| 2019/20                    | FC Eindhoven     | Eerste divisie  | 7          | 1          | 1     | 0     | –      | –      | 8      | 1      |
| 2020/21                    | FC Eindhoven     | Eerste divisie  | 33         | 2          | 1     | 0     | –      | –      | 34     | 2      |
| 2021/22                    | FC Eindhoven     | Eerste divisie  | 34         | 3          | 1     | 0     | 4      | 1      | 39     | 4      |
| 2022/23                    | FC Eindhoven     | Eerste divisie  | 36         | 5          | 2     | 0     | 2      | 1      | 40     | 6      |
| 2023/24                    | FC Eindhoven     | Eerste divisie  | 36         | 4          | 2     | 1     | –      | –      | 38     | 5      |
| 2024/25                    | FC Volendam      | Eerste divisie  | 34         | 2          | 1     | 0     | –      | –      | 34     | 2      |
| Carrière totaal            | Carrière totaal  | Carrière totaal | 365        | 24         | 18    | 1     | 12     | 2      | 395    | 27     |
| Bijgewerkt op 1 juli 2025. |                  |                 |            |            |       |       |        |        |        |        |

## Interlandcarrière
Amevor maakte op 11 oktober 2014 zijn debuut in het Togolees voetbalelftal, in een duel in het kwalificatietoernooi voor de African Cup of Nations 2015 tegen Oeganda (0–1 winst). Hij stond in de basis en werd na 73 minuten vervangen door Prince Segbefia. Vier dagen later speelde Amevor de returnwedstrijd, die opnieuw met 1–0 gewonnen werd; hij speelde de volledige wedstrijd.
| Interlands van Mawouna Amevor voor Togo | Interlands van Mawouna Amevor voor Togo | Interlands van Mawouna Amevor voor Togo | Interlands van Mawouna Amevor voor Togo | Interlands van Mawouna Amevor voor Togo | Interlands van Mawouna Amevor voor Togo |
| №                                       | Datum                                   | Wedstrijd                               | Uitslag                                 | Type                                    | Doelpunten                              |
| Als speler bij Go Ahead Eagles          | Als speler bij Go Ahead Eagles          | Als speler bij Go Ahead Eagles          | Als speler bij Go Ahead Eagles          | Als speler bij Go Ahead Eagles          | Als speler bij Go Ahead Eagles          |
| --------------------------------------- | --------------------------------------- | --------------------------------------- | --------------------------------------- | --------------------------------------- | --------------------------------------- |
| 1.                                      | 11 oktober 2014                         | Oeganda – Togo                          | 0 – 1                                   | Kwalificatie Afrika Cup 2015            |                                         |
| 2.                                      | 15 oktober 2014                         | Togo – Oeganda                          | 1 – 0                                   | Kwalificatie Afrika Cup 2015            |                                         |
| 3.                                      | 15 november 2014                        | Togo – Guinee                           | 1 – 4                                   | Kwalificatie Afrika Cup 2015            |                                         |
| 4.                                      | 8 juni 2015                             | Ghana – Togo                            | 1 – 0                                   | Vriendschappelijk                       |                                         |
| 5.                                      | 14 juni 2015                            | Togo – Liberia                          | 2 – 1                                   | Kwalificatie Afrika Cup 2015            |                                         |
| Als speler bij Notts County             |                                         |                                         |                                         |                                         |                                         |
| 6.                                      | 4 september 2015                        | Djibouti – Togo                         | 0 – 2                                   | Kwalificatie Afrika Cup 2015            |                                         |
| 7.                                      | 12 november 2015                        | Togo – Oeganda                          | 0 – 1                                   | Kwalificatie WK 2018                    |                                         |
| 8.                                      | 15 november 2015                        | Oeganda – Togo                          | 3 – 0                                   | Kwalificatie WK 2018                    |                                         |
| Als speler bij FC Eindhoven             |                                         |                                         |                                         |                                         |                                         |
| 9.                                      | 10 september 2023                       | Togo – Kaapverdië                       | 3 – 2                                   | Kwalificatie Afrika Cup 2023            |                                         |
| 10.                                     | 21 november 2023                        | Togo – Senegal                          | 0 – 0                                   | Kwalificatie WK 2026                    |                                         |
| Als speler bij FC Volendam              |                                         |                                         |                                         |                                         |                                         |
| 11.                                     | 10 oktober 2024                         | Algerije – Togo                         | 5 – 1                                   | Kwalificatie Afrika Cup 2025            |                                         |
| 12.                                     | 14 oktober 2024                         | Togo – Algerije                         | 0 – 1                                   | Kwalificatie Afrika Cup 2025            |                                         |
| 13.                                     | 17 november 2024                        | Togo – Equatoriaal-Guinea               | 3 – 0                                   | Kwalificatie Afrika Cup 2025            |                                         |

Bijgewerkt tot 1 juli 2025